# 沙斯福雷峰

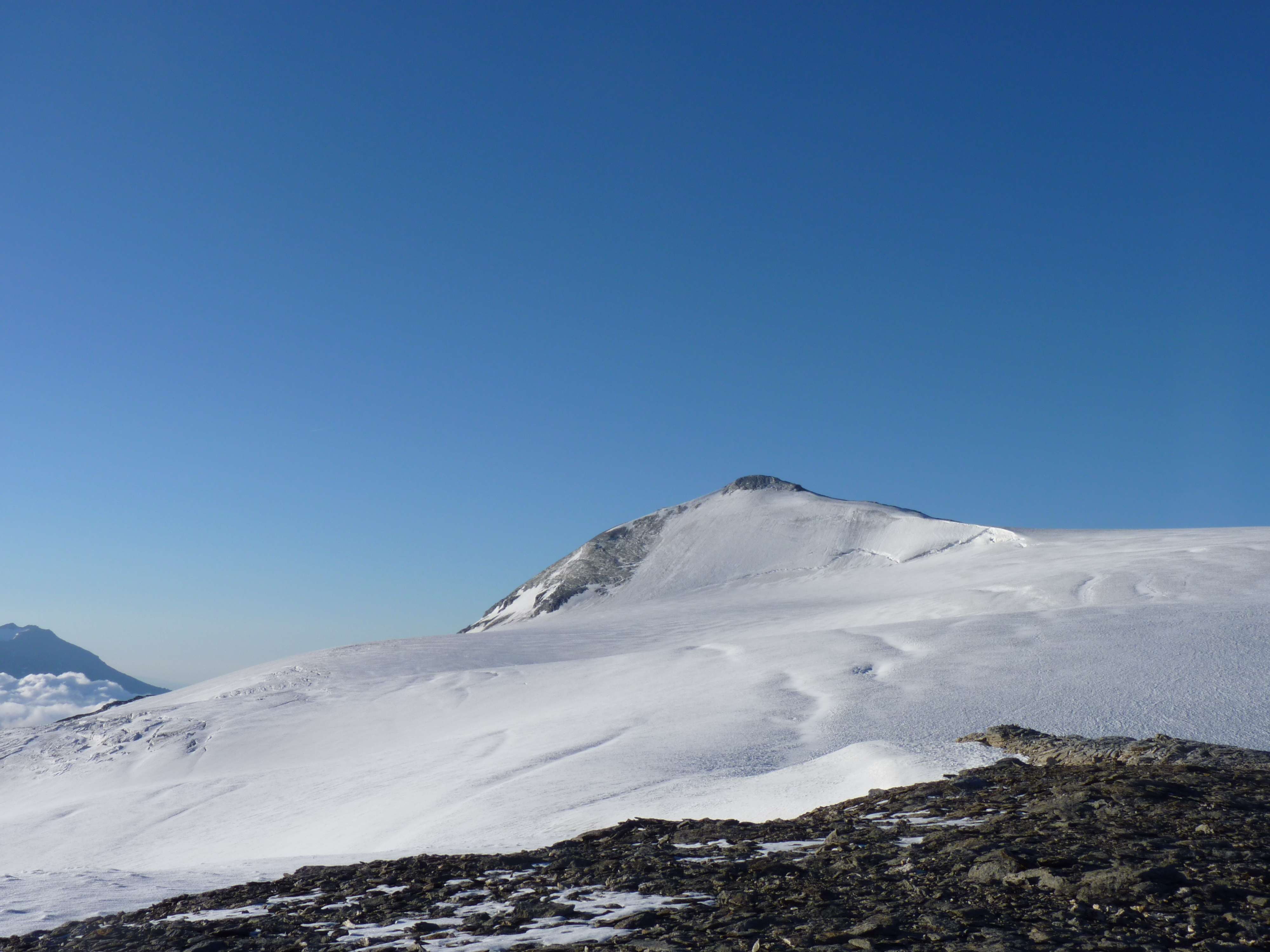

45°19′50″N 06°45′38″E / 45.33056°N 6.76056°E
沙斯福雷峰（法語：Dôme de Chasseforêt），是法國的山峰，位於該國東北部奧文尼-隆-阿爾卑斯大區，由薩瓦省負責管轄，屬於瓦努瓦斯山的一部分，海拔高度3,586米，每年平均降雨量1,479毫米。